# 国立古美術館
国立古美術館またはムゼウ・ナシオナル・デ・アルテ・アンティガ（葡: Museu Nacional de Arte Antiga）は、ポルトガル・リスボンにある国内で最も重要な美術館。頭文字をとってMNAAと呼ぶのが一般的である。

## 歴史
国立古美術館は、1884年にテージョ川近くに誕生した。建物は18世紀からあるアルヴォル伯の住居を利用した物で、かつてはサント・アルベルト修道院の古い建物があった。修道院の礼拝堂は18世紀ポルトガル・バロック美術と建築の秀でた例で、展示品の中に編入されている。

## 収蔵品
美術館には、絵画、彫刻、金属細工、織物、家具、デッサン、その他に中世から19世紀初期までの装飾芸術を含むコレクションがある。収蔵品は特に15世紀から16世紀にかけてのポルトガルの絵画、彫刻、金属細工の歴史として特に重要とされている。

### 絵画
おそらく収蔵品で最も有名な作品は、1470年より以前にアフォンソ5世の宮廷画家ヌーノ・ゴンサルヴェスが描いたといわれる『サン・ヴィセンテの祭壇画』であろう。
6枚の大きな衝立には、聖ヴィセンテを中心に、中世後期のポルトガル社会の人々の顔が描かれている。絵の中には60名の肖像が描かれている。
美術館にはポルトガルで活躍した16世紀初頭の画家の重要な作品がある。ジョルジェ・アフォンソ、ヴァスコ・フェルナンデス、ガルシア・フェルナンデス、フランシスコ・デ・ホランダ、クリストヴァォン・ロペス、グレゴリオ・ロペス、クリストヴァォン・デ・フィグエイレド、フランシスコ・エンリケス、フレイ・カルロスらの作品である。

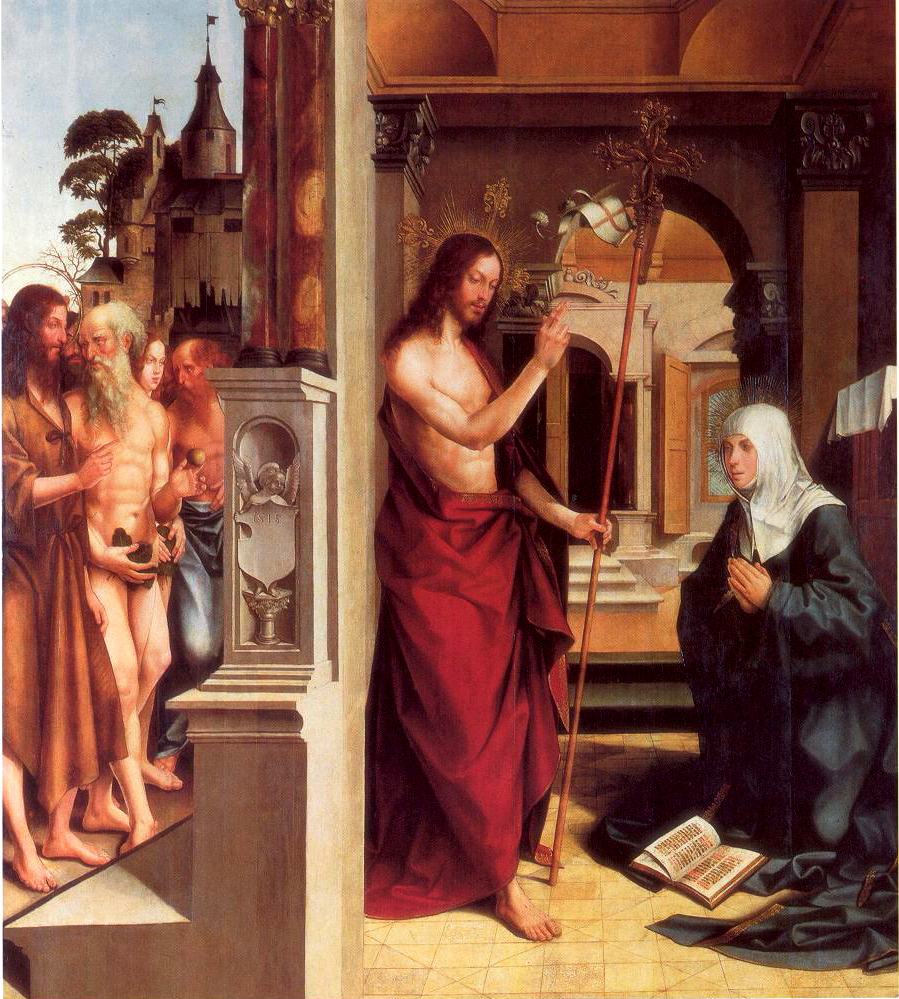
ジョルジェ・アフォンソ『聖母マリアを訪問するキリスト』1515年頃。

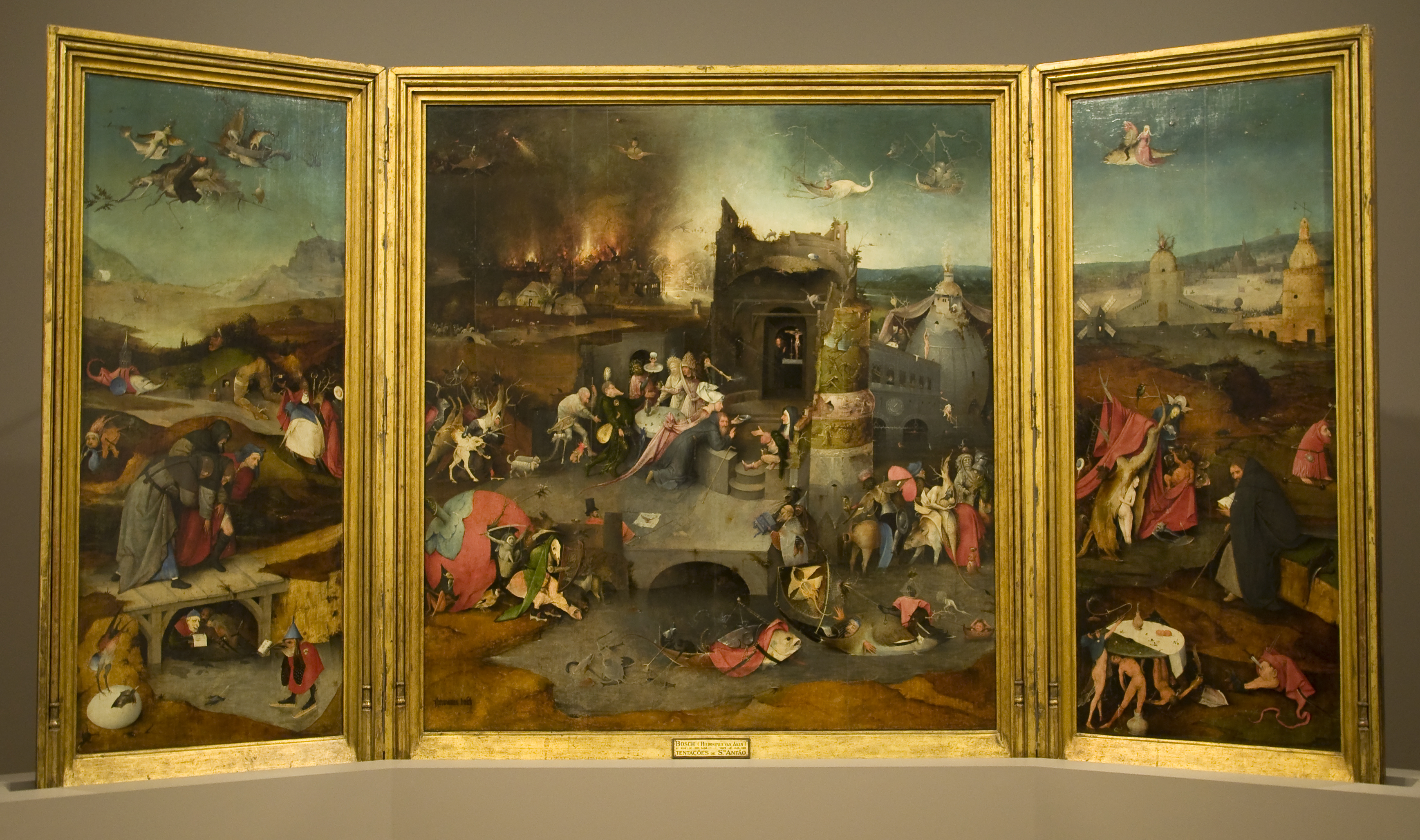
ヒエロニムス・ボス『聖アントニウスの誘惑』1501年頃。

17世紀から19世紀初頭までの仕事も同様に、ジョゼファ・デ・オビドス、ベント・コエーリョ・ダ・シルヴェイラ、ヴィエイラ・ポルトゥエンセ、ドミンゴス・セルグエイラ、モルガード・ド・セトゥーバルらに代表される。
ポルトガルの金属細工は、美術館のもう一つのハイライトである。コレクションは12世紀から18世紀までの傑出した作品である。最も知られる物の一つは、有名なベレンの聖体顕示台である。それは、劇作家・俳優・詩人であるジル・ヴィセンテにより作られたのではないかと言われている。聖体顕示台の銘によれば、ヴァスコ・ダ・ガマよりインドから持ち帰られた最初の金でつくられたという。
ヨーロッパ絵画の区画は目を奪われる華麗な場所である。以下の作者の作品を収蔵する。ヤーコプ・アドリアンスゾーン・バッケル、バルトロメ・ベルメホ、ヒエロニムス・ボス、ピーテル・ブリューゲル、ヘラルト・ダヴィト、アルブレヒト・デューラー、ルーカス・クラナッハ、ピエロ・デラ・フランチェスカ、ヤン・ホッサールト、ハンス・ホルバイン、ピーテル・デ・ホーホ、アードリアン・イーゼンブラント、クエンティン・マサイス、ハンス・メムリンク、アントニス・モル、ヨアヒム・パティニール、ヤン・プロフォースト、ラファエロ・サンティ、ホセ・デ・リベーラ、アンドレア・デル・サルト、ダフィット・テニールス (子)、ティントレット、アンソニー・ヴァン・ダイク、ディエゴ・ベラスケス、ダーフィット・フィンクボーンス、ヘンドリック・コルネリスゾーン・フローム、フランシスコ・デ・スルバランなどである。

## ギャラリー

ヌーノ・ゴンサルヴェス (?)『サン・ヴィセンテの祭壇画』 (1450年代)
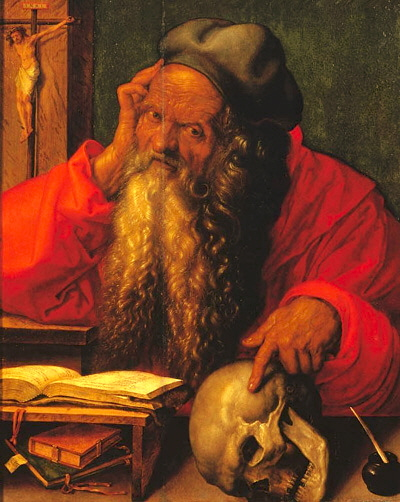
アルブレヒト・デューラー『書斎の聖ヒエロニムス』 (1521年)